# 1962-es magyar férfi vízilabdakupa
A magyar férfi vízilabdakupa 1962-es kiírását a Ferencvárosi TC nyerte.

## Selejtezők
A sorsolásnál 1962-es magyar bajnokság első három helyezettjét (Ferencváros, BVSC, Szolnok), valamint a kupa címvédőjét (Vasas) kiemelték. A Székesfehérvári Építők nevezését nem fogadták el, mert a csapat ebben a szezonban nem indult a bajnokságban.
Játéknapok: november 9., 17., 18., 24., 25., december 1., 2., 4.
A csoport
| Hely. | Csapat             | M | Gy | D | V | G+ | G– | Gk  | P | Továbbjutás vagy kiesés    |      | SZOL | IZZÓ | TBSC | KÉP  |
| ----- | ------------------ | - | -- | - | - | -- | -- | --- | - | -------------------------- | ---- | ---- | ---- | ---- | ---- |
| 1.    | Szolnoki Dózsa     | 3 | 3  | 0 | 0 | 31 | 4  | +27 | 6 | Továbbjutott az elődöntőbe |      | —    | 6–3  | 9–1  | 16–0 |
| 2.    | Vasas Izzó         | 3 | 2  | 0 | 1 | 19 | 10 | +9  | 4 | Továbbjutott az elődöntőbe |      | 3–6  | —    | 7–3  | 9–1  |
| 3.    | Tatabányai Bányász | 3 | 1  | 0 | 2 | 15 | 16 | −1  | 2 |                            |      | 1–9  | 3–7  | —    | 11–0 |
| 4.    | Képzőművész        | 3 | 0  | 0 | 3 | 1  | 36 | −35 | 0 |                            | 0–16 | 1–9  | 0–11 | —    |      |

B csoport
| Hely. | Csapat          | M | Gy | D | V | G+ | G– | Gk  | P | Továbbjutás vagy kiesés    |     | UD   | BVSC | MTK  | OSC  |
| ----- | --------------- | - | -- | - | - | -- | -- | --- | - | -------------------------- | --- | ---- | ---- | ---- | ---- |
| 1.    | Újpesti Dózsa   | 3 | 3  | 0 | 0 | 17 | 9  | +8  | 6 | Továbbjutott az elődöntőbe |     | —    | 4–3  | 7–4  | 6–2  |
| 2.    | BVSC            | 3 | 2  | 0 | 1 | 25 | 6  | +19 | 4 | Továbbjutott az elődöntőbe |     | 3–4  | —    | 11–1 | 11–1 |
| 3.    | MTK             | 3 | 1  | 0 | 2 | 10 | 20 | −10 | 2 |                            |     | 4–7  | 1–11 | —    | 5–2  |
| 4.    | Orvosegyetem SC | 3 | 0  | 0 | 3 | 5  | 22 | −17 | 0 |                            | 2–6 | 1–11 | 2–5  | —    |      |

C csoport
| Hely. | Csapat             | M | Gy | D | V | G+ | G– | Gk  | P | Továbbjutás vagy kiesés    |      | CSEP | FTC | BHSE | CSAT |
| ----- | ------------------ | - | -- | - | - | -- | -- | --- | - | -------------------------- | ---- | ---- | --- | ---- | ---- |
| 1.    | Csepel Autó        | 3 | 2  | 0 | 1 | 23 | 7  | +16 | 4 | Továbbjutott az elődöntőbe |      | —    | 3–4 | 4–2  | 16–1 |
| 2.    | Ferencvárosi TC    | 3 | 2  | 0 | 1 | 19 | 7  | +12 | 4 | Továbbjutott az elődöntőbe |      | 4–3  | —   | 3–4  | 12–0 |
| 3.    | Bp. Honvéd         | 3 | 2  | 0 | 1 | 13 | 9  | +4  | 4 |                            |      | 2–4  | 4–3 | —    | 7–2  |
| 4.    | Csatornázási Művek | 3 | 0  | 0 | 3 | 3  | 35 | −32 | 0 |                            | 1–16 | 0–12 | 2–7 | —    |      |

D csoport
| Hely. | Csapat        | M | Gy | D | V | G+ | G– | Gk  | P | Továbbjutás vagy kiesés    |      | EGER | BPSP | VAS  | TIP  |
| ----- | ------------- | - | -- | - | - | -- | -- | --- | - | -------------------------- | ---- | ---- | ---- | ---- | ---- |
| 1.    | Egri Dózsa    | 3 | 3  | 0 | 0 | 29 | 5  | +24 | 6 | Továbbjutott az elődöntőbe |      | —    | 5–3  | 10–2 | 14–0 |
| 2.    | Bp. Spartacus | 3 | 1  | 1 | 1 | 15 | 12 | +3  | 3 | Továbbjutott az elődöntőbe |      | 3–5  | —    | 5–5  | 7–2  |
| 3.    | Vasas SC      | 3 | 1  | 1 | 1 | 16 | 17 | −1  | 3 |                            |      | 2–10 | 5–5  | —    | 9–2  |
| 4.    | Tipográfia    | 3 | 0  | 0 | 3 | 4  | 30 | −26 | 0 |                            | 0–14 | 2–7  | 2–9  | —    |      |

## Elődöntő
Játéknapok: december 8., 9.
A csoport
| Hely. | Csapat         | M | Gy | D | V | G+ | G– | Gk  | P | Továbbjutás vagy kiesés |     | UD  | SZOL | BVSC | IZZÓ |
| ----- | -------------- | - | -- | - | - | -- | -- | --- | - | ----------------------- | --- | --- | ---- | ---- | ---- |
| 1.    | Újpesti Dózsa  | 3 | 3  | 0 | 0 | 18 | 10 | +8  | 6 | Továbbjutott a döntőbe  |     | —   | 5–3  | 4–3  | 9–4  |
| 2.    | Szolnoki Dózsa | 3 | 2  | 0 | 1 | 12 | 10 | +2  | 4 | Továbbjutott a döntőbe  |     | 3–5 | —    | 3–2  | 6–3  |
| 3.    | BVSC           | 3 | 1  | 0 | 2 | 12 | 11 | +1  | 2 |                         |     | 3–4 | 2–3  | —    | 7–4  |
| 4.    | Vasas Izzó     | 3 | 0  | 0 | 3 | 11 | 22 | −11 | 0 |                         | 4–9 | 3–6 | 4–7  | —    |      |

B csoport
| Hely. | Csapat          | M | Gy | D | V | G+ | G– | Gk  | P | Továbbjutás vagy kiesés |     | FTC | CSEP | EGER | BPSP |
| ----- | --------------- | - | -- | - | - | -- | -- | --- | - | ----------------------- | --- | --- | ---- | ---- | ---- |
| 1.    | Ferencvárosi TC | 3 | 3  | 0 | 0 | 12 | 4  | +8  | 6 | Továbbjutott a döntőbe  |     | —   | 4–3  | 2–0  | 6–1  |
| 2.    | Csepel Autó     | 3 | 2  | 0 | 1 | 18 | 10 | +8  | 4 | Továbbjutott a döntőbe  |     | 3–4 | —    | 6–3  | 9–3  |
| 3.    | Egri Dózsa      | 3 | 1  | 0 | 2 | 8  | 11 | −3  | 2 |                         |     | 0–2 | 3–6  | —    | 5–3  |
| 4.    | Bp. Spartacus   | 3 | 0  | 0 | 3 | 7  | 20 | −13 | 0 |                         | 1–6 | 3–9 | 3–5  | —    |      |

## Döntő
december 15., 16.
| Hely. | Csapat          | M | Gy | D | V | G+ | G– | Gk | P | Továbbjutás vagy kiesés |     | FTC | UD  | SZOL | CSEP |
| ----- | --------------- | - | -- | - | - | -- | -- | -- | - | ----------------------- | --- | --- | --- | ---- | ---- |
| 1.    | Ferencvárosi TC | 3 | 3  | 0 | 0 | 13 | 9  | +4 | 6 | Kupagyőztes             |     | —   | 4–3 | 5–3  | 4–3  |
| 2.    | Újpesti Dózsa   | 3 | 2  | 0 | 1 | 11 | 8  | +3 | 4 |                         |     | 3–4 | —   | 5–3  | 3–1  |
| 3.    | Szolnoki Dózsa  | 3 | 1  | 0 | 2 | 10 | 13 | −3 | 2 |                         | 3–5 | 3–5 | —   | 4–3  |      |
| 4.    | Csepel Autó     | 3 | 0  | 0 | 3 | 7  | 11 | −4 | 0 |                         | 3–4 | 1–3 | 3–4 | —    |      |

A Ferencváros kupagyőztes csapata: Ambrus Miklós — Csikány, Gyarmati Dezső, Felkai László, Kárpáti György, Kiss Egon, Laukó II. Álmos, Laukó III, Rázga Tamás, Vörös Sándor, edző: Fábián Dezső